# Olga Álava
Olga Mercedes Álava Vargas (sinh ngày 14 tháng 2 năm 1988) là một người mẫu, doanh nhân xã hội, nhà môi trường và nữ hoàng sắc đẹp người Ecuador. Cô trở thành thí sinh đầu tiên đến từ Ecuador giành chiến thắng trong cuộc thi Hoa hậu Trái Đất.

## Hoa hậu Ecuador 2011
Vào tháng 3 năm 2011, cô tranh tài với tư cách là đại diện của Guayas trong cuộc thi Hoa hậu Ecuador 2011 và kết thúc với danh hiệu Á hậu 3. Là một phần trong nhiệm vụ của mình, cô đã làm việc với Quỹ Tài chính Bellezas (la Beauties for Life), hỗ trợ các bà mẹ nhiễm HIV và làm việc phụ giúp các dự án cho cộng đồng.

## Hoa hậu Trái Đất Ecuador 2011
Cô đăng quang Hoa hậu Trái Đất Ecuador 2011 vào ngày 28 tháng 7 năm 2011 tại Unipark do José Hidalgo do Diosas Escuela de Mises, chủ sở hữu quyền thương mại Hoa hậu Trái Đất Ecuador tổ chức. Cô được đội chiếc vương miện được tạo ra bởi Catalina Salcedo làm bằng bạc với đá và có thiết kế hoa văn và xà cừ ngọc trai trị giá khoảng $ 10.000. Để xua tan những tin đồn về sự bất đồng với nhà sản chức là tổ chức Hoa hậu Ecuador, cô tham gia cuộc thi Hoa hậu Trái Đất 2011 và cho biết rằng giám đốc cuộc thi và Gama TV, kênh chính thức của gala quốc gia, đã có công hỗ trợ trang phục cho của cô trong cuộc thi.

## Hoa hậu Trái Đất 2011
Álava thắng và được trao vương miện Hoa hậu Trái Đất 2011 bởi Hoa hậu Trái Đất 2010 Nicole Faria vào ngày 3 tháng 12 năm 2011 tại Đại học Philippines ở Diliman, thành phố Quezon, Philippines.
Thành tích của Álava là một sự cải thiện từ vị trí của Ecuador so với năm 2010, khi Jennifer Pazmiño đoạt ngôi vị Hoa hậu Không khí (tương đương Á hậu 1) tại Hoa hậu Trái Đất 2010 được tổ chức ở Việt Nam (tuy nhiên sau đó cô đã từ bỏ ngôi vị của mình để kết hôn). Cô trở thành người phát ngôn cho Tổ chức Hoa hậu Trái Đất và Chương trình Môi trường Liên Hợp Quốc (UNEP).